# Anarchie (Engeland)
De Anarchie (Engels: The Anarchy) is een aanduiding van historici voor een periode uit de geschiedenis van Engeland. Het is het tijdvak waarin koning Stefanus van Engeland, afkomstig uit Normandië, op de troon zat (1135-1154). De naam is gekozen omdat de periode werd gekenmerkt door burgeroorlogen en erfstrijd om de troon.
Er woedde een successiestrijd tussen de aanhangers van Stefanus en die van zijn nicht, keizerin Mathilde of Maud. Mathilde was als oudste dochter van koning Hendrik I van Engeland door hem tot erfgenaam benoemd, maar Stefanus werd als gunsteling van Hendrik tot koning gekroond. Met de oorlog werd deze erfopvolging aangevochten, wat  ervoor zorgde dat er feitelijk nauwelijks kon worden geregeerd gedurende zijn machtsperiode. Pas na 17 jaar kwam met het Verdrag van Wallingford (ook Verdrag van Winchester) een einde aan de oorlog. Hiermee verklaarde Stefanus dat de zoon van Mathilde, Hendrik Plantagenet, bij overlijden zijn erfgenaam was. Zodoende werd Hendrik tot koning gekroond na de dood van Stefanus in 1154. Daarmee begon de dynastie van Plantagenet aan een lange periode van heerschappij over Engeland.

## Oorsprong

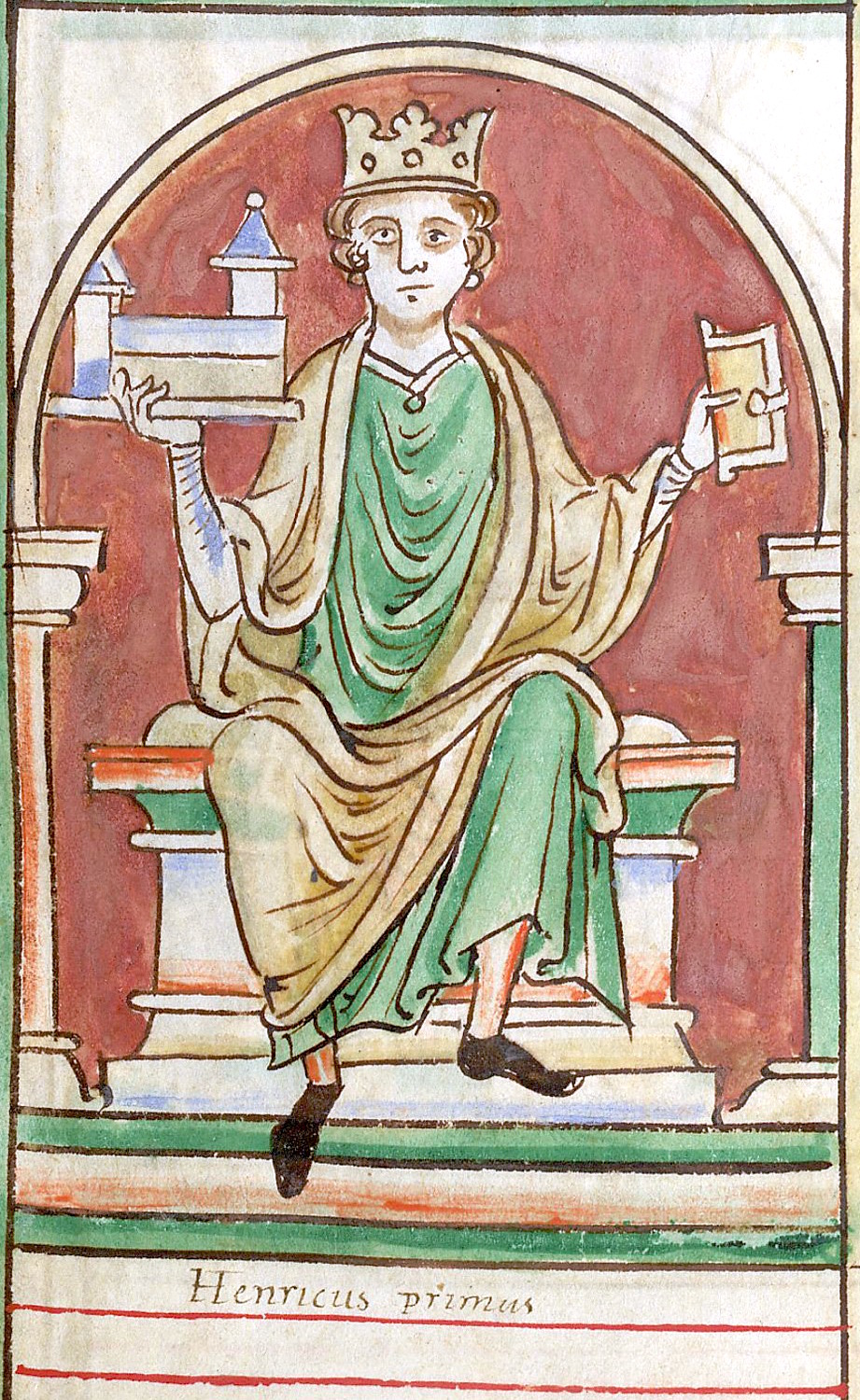
Hendrik I

Stefanus was de favoriete neef van koning Hendrik I van Engeland (1100-1135). Hendriks zoon, en daarmee ook de wettige opvolger van de troon, stierf in 1120 in het "White Ship". Hendrik benoemde zijn dochter Mathilde als wettige opvolger. Hij dwong zijn baronnen, inclusief Stefanus, ertoe meerdere keren trouw aan haar te zweren. Nog nooit had een vrouw over Engeland geheerst. Mathilde verbleef de grootste tijd van haar leven buiten Engeland.

## Conflict tussen Stefanus en Mathilde
Na de dood van Hendrik I in 1135 haastte Stefanus zich naar Engeland. Hoewel de baronnen de voorkeur gaven aan zijn oudere broer Theobald, werd Stefanus opgenomen in Londen en geprezen als koning van Engeland. In Winchester was zijn jongere broer Hendrik bisschop. Hij verzekerde hem de schat en de steun van zowel aartsbisschop William Corbeil en de toekomstige "Chief Justiciar" Roger van Salisbury. De baronnen keurden de usurpatie van Stefanus goed.
Ondertussen nam Stefanus een reeks beslissingen waardoor de mensen die hem steunden zich tegen hem keerden. Zijn eigen broer, Hendrik, die bisschop was van Winchester, verzette zich tegen Stefanus, omdat hij een paar bisschoppen liet arresteren. Dit was een aanval op de kerk zelf. In 1139 viel Mathilde Engeland binnen en bleef in de burcht Arundel. Stefanus liet haar toe, om verder te reizen om Robert van Gloucester te ontmoeten. Zo probeerde hij al zijn vijanden in één gebied te krijgen.
Nog een graaf die zich tegen Stefanus keerde was Ranulf van Chester. Hij verhuisde naar Lincoln en nam het kasteel in. Ondanks de vredesakkoorden tussen Stefanus en Ranulf, reageerde Stefanus op het pleidooi van zijn burgers. Hij viel het kasteel aan. Ranulf kon ontsnappen en richtte een verbond op met zijn schoonvader Robert van Gloucester. Op 2 februari 1141 leed Stefanus een nederlaag in de Slag bij Lincoln. Hij werd naar Bristol gebracht en daar gevangengezet, en Mathilde regeerde tijdelijk over Engeland vanuit Londen, maar haar vijanden te Londen dwongen haar de hoofdstad te verlaten en naar Oxford te trekken.
In 1141 zaten zowel Stefanus als Robert van Gloucester gevangen. Onderhandelingen werden gevoerd om een vrede af te sluiten, maar de vrouw van Stefanus, Mathilde van Boulogne wilde niet toegeven aan de keizerin Mathilde van Engeland en Robert weigerde een verbond met Stefanus. In november werden beide gevangenen gewoon geruild. Stefanus ging terug naar zijn vrouw Mathilde van Boulogne en Robert ging terug naar de keizerin Mathilde van Engeland te Oxford. Hendrik riep een nieuwe kerkraad samen, die de eerdere beslissing herriep en de rechtmatigheid van Stefanus als koning bevestigde. Stefanus en Mathilde werden opnieuw gekroond op kerstmis 1141.
Begin 1142 werd Stefanus ziek en rond Pasen circuleerden geruchten over zijn dood. Stefanus genas, reisde naar het noorden en overtuigde Ranulf van Chester om opnieuw met hem samen te vechten. In de zomer belegerde Stefanus kastelen die de Angevins het voorgaande jaar hadden gebouwd: Cirencester, Bampton en Wareham.
In de zomer van 1142 keerde Robert terug naar Normandië om Geoffrey te helpen tegen overblijvende volgelingen van Stefanus. Keizerin Mathilde van Engeland werd te Oxford belegerd door Stefanus. Net voor kerstmis ontsnapte de keizerin uit haar kasteel Oxford Castle door te voet de bevroren rivier Isis over te steken. Zo kon ze naar Wallingford vluchten. De volgende dag gaf haar garnizoen zich over. Matilda verbleef een tijd bij Brian Fitz Count en vestigde dan haar hof weer te Devizes.

## De periode waarin Stefanus aan de macht stond
Koning Stefanus was niet geïnteresseerd in de administratieve kant van zijn koningschap. In 1139 viel hij Roger van Salisbury en zijn "grote administratieve dynastie" aan. Daarmee zorgde hij ervoor, dat hij geen steun meer kreeg van een korps van technici die zijn regering begrepen en gemaakt hadden. Veel getalenteerde schrijvers vluchtten weg na de aanval op Roger. Dit leidde tot een onderbemanning van heel wat ambten. Ook andere bureaucratieën vonden dat er een tekort aan personeel was. Hij verving een groot aantal bureaucraten door mensen die zo goed als geen ervaring hadden. Dit zorgde ervoor, dat zijn systeem doorbroken werd en dat hij een stap achter kwam op zijn vijanden. Toen koning Stefanus gevangen werd door Robert of Gloucester, was zijn administratie maar een vierde van wat ze was toen hij zijn regeringsperiode begon.
Stefanus liet de baronnen toe tirannen te worden van hun landdeel. Er was geen sterke centrale macht in het land en de landeigenaars namen de macht in eigen handen. Ze inden belastingen en legden boetes op. Koning Stefanus deed niets om zijn tirannieke baronnen tegen te houden. Hij had geen macht genoeg.

## Na de vlucht van Mathilde

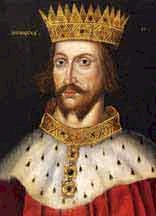
Hendrik II

Gedurende de hele periode waarin Stefanus op de troon zat heerste onrust in het land. Ook toen Mathilde terug naar Anjou ging in 1147 bleef de onrust. Stefanus verkeerde in een zwakke gezondheid. Hij wilde zijn oudste zoon en opvolger Eustace al kronen tijdens zijn leven, maar de paus liet dat niet toe.
De zoon van Mathilde, de toekomstige Hendrik II van Engeland, groeide op tot een begaafde militair en tacticus. Hij kwam in januari 1153 Engeland binnen. Hij stak het kanaal over met een vloot van 36 schepen. Daarop bracht hij 3000 soldaten en 140 ruiters mee. Stefanus regelde een tijdelijke wapenstilstand, maar Eustace bleef een regeling met Hendrik tegenwerken. Zijn plotse dood in augustus 1153 maakte een eind aan het verzet tegen Hendrik. De enige wettige erfgenaam op de troon is zijn zoon Willem I van Boulogne. Die maakte geen aanspraak op de troon en liet Hendrik koning worden. Hijzelf werd benoemd tot graaf van Surrey.
Stefanus en Hendrik ondertekenden het verdrag van Wallingford (ook Verdrag van Winchester) in november 1153. Daarin stond vermeld dat Stefanus koning mocht blijven met Hendrik als zijn wettige opvolger. Sinds het leger van Hendrik het land controleerde, was Stefanus maar een speelfiguur aan de macht. Hij stierf in 1154. Hendrik en zijn vrouw Eleonora van Aquitanië werden gekroond in Westminster Abbey. Hiermee kwam er een definitief einde aan de Anarchie.